# 李根沢
李 根沢（イ・グンテク、り こんたく、1865年8月11日 - 1919年12月16日）は、李氏朝鮮末期から大韓帝国にかけての政治家。現在の大韓民国では乙巳五賊及び親日派の一人とされている。

## 生涯
成宗の九男である景明君李忱の子孫として忠清道忠州に生まれる。光緒8年（1882年）の壬午事変により閔妃が忠州に身を避けた際、新鮮な魚を閔妃に献上することによって、閔妃から抜擢されたと伝えられている。閔妃が還宮した光緒9年（1883年）に南行宣伝官に任命され、初めて官職に就くこととなった。
光緒10年（1884年）に武科に及第した後、端川府使・吉州牧使・忠清水軍節度使・兵曹参判などを経て、建陽元年（1896年）に陸軍参領に任命され、親衛隊第三大隊長となったが、露館播遷の際に政府の転覆を謀ったことが発覚し、済州島に流刑となった。
光武元年（1897年）に恩赦を受けて釈放されると、光武2年（1898年）に独立協会に反対し、その会議解散に功があったとして、11月に漢城府判尹に昇進した。
光武6年（1902年）には議政府賛政、光武7年（1903年）には陸軍副将・軍部大臣、光武9年（1905年）には侍従武官長・農商工部大臣・法部大臣になり、日本政府から勲一等旭日大綬章を受け、同年9月に軍部大臣に任じられて11月の第二次日韓協約の締結に尽力した。
隆熙4年（1910年）8月22日に日韓併合条約の締結に賛同した。同年（明治43年）10月16日に朝鮮貴族として子爵に列せられ、その後は朝鮮総督府中枢院の顧問を務めた。

## 死後の評価
2002年に「民族の精気を立てる国会議員の集い」が光復会とともに発表した親日派708人名簿と、2005年に民族問題研究所で親日人名辞書に収録するために整理した親日人名辞書収録予定者1次名簿において選定された。また、2006年に日本統治時代初期の親日反民族行為106人名簿が発表された際にも選定された。

## 参考リンク
- 「朝鮮王族と朝鮮貴族（韓国併合時）」の子爵1＃李根澤 - ウェイバックマシン（2007年9月20日アーカイブ分）